# Ray Loriga
Ray Loriga, nome artístico de Jorge Loriga Torrenova (Madrid, Espanha 5 de Março de 1967) é um  escritor, guionista e realizador de cinema espanhol.

## Filmografia
| Ano  | Título                      |
| 1997 | La pistola de mi hermano    |
| 2007 | Teresa, el cuerpo de Cristo |

## Prémios e nomeações
Algumas das suas obras foram nomeadas a prémios como os BAFTA e os Goya.